# Định lý Ptoleme

Định lý Ptoleme thể hiện mối quan hệ của độ dài các cạnh - đường chéo của một tứ giác nội tiếp đường tròn.

Định lý Ptolemy hay đẳng thức Ptolemy là một đẳng thức trong hình học miêu tả quan hệ giữa độ dài bốn cạnh và hai đường chéo của một tứ giác nội tiếp. Định lý này mang tên nhà toán học và thiên văn học người Hy Lạp cổ đại Ptolemy (tức Claudius Ptolemaeus).
Nếu A, B, C, và D là 4 đỉnh của tứ giác nội tiếp đường tròn thì:
{\displaystyle |{\overline {AC}}|\cdot |{\overline {BD}}|=|{\overline {AB}}|\cdot |{\overline {CD}}|+|{\overline {BC}}|\cdot |{\overline {AD}}|}
với dấu gạch ngang ký hiệu độ dài của các cạnh.
Định lý này cũng có thể phát biểu thành định lý thuận và đảo:
Thuận:Nếu một tứ giác nội tiếp trong một đường tròn thì tích của hai đường chéo bằng tổng các tích của các cặp cạnh đối diện.
Đảo:Nếu một tứ giác thỏa mãn điều kiện tổng các tích của các cặp cạnh đối diện bằng tích của hai đường chéo thì tứ giác đó nội tiếp một đường tròn.

## Chứng minh
1. Gọi {\displaystyle ABCD} là tứ giác nội tiếp đường tròn.
2. Trên cung nhỏ {\displaystyle BC}, ta có các góc nội tiếp {\displaystyle \angle BAC} {\displaystyle =} {\displaystyle \angle BDC}, và trên cung {\displaystyle AB} , {\displaystyle \angle ADB=\angle ACB.}
3. Lấy 1 điểm {\displaystyle K} trên {\displaystyle AC} sao cho {\displaystyle {\ce {\angle ABK}}} {\displaystyle {\ce {=}}} {\displaystyle \angle CBD};
  1. Từ {\displaystyle {\ce {\angle ABK}}} {\displaystyle -} {\displaystyle \angle CBK} {\displaystyle {\ce {=}}} {\displaystyle {\ce {\angle ABC}}} {\displaystyle {\ce {=}}} {\displaystyle \angle CBD} {\displaystyle -} {\displaystyle \angle ABD} , suy ra {\displaystyle \angle CBK} {\displaystyle {\ce {=}}} {\displaystyle \angle ABD}.
4. Do vậy tam giác {\displaystyle \bigtriangleup ABK} đồng dạng với tam giác {\displaystyle \bigtriangleup DBC}, và tương tự có {\displaystyle \bigtriangleup ABD} đồng dạng với {\displaystyle \bigtriangleup KBC}.
5. Suy ra: {\displaystyle {\frac {AB}{AK}}={\frac {DB}{DC}}}, và {\displaystyle {\frac {CK}{BC}}={\frac {DA}{DB}}};
  1. Từ đó {\displaystyle AK\cdot BD=AB\cdot CD}, và {\displaystyle CK\cdot BD=DA\cdot BC}
  2. Cộng các vế của 2 đẳng thức trên: {\displaystyle AK\cdot BD+CK\cdot BD=AB\cdot CD+AD\cdot BC}
  3. Hay: {\displaystyle (AK+CK)\cdot BD=AB\cdot CD+AD\cdot BC};
  4. Mà {\displaystyle AK+CK=AC}, nên {\displaystyle AC\cdot BD=AB\cdot CD+AD\cdot BC} (điều phải chứng minh)

## Bất đẳng thức Ptoleme
Bất đẳng thức Ptoleme là trường hợp tổng quát của định lý Ptoleme đối với một tứ giác bất kỳ. Nếu AB  CD là tứ giác bất kỳ thì
{\displaystyle {\overline {AB}}\cdot {\overline {CD}}+{\overline {BC}}\cdot {\overline {DA}}\geq {\overline {AC}}\cdot {\overline {BD}}}
Dấu bằng xảy ra khi và chỉ khi tứ giác nội tiếp trong một đường tròn và trở thành định lý Ptoleme.

### Chứng minh
Sử dụng tính chất tam giác đồng dạng và bất đẳng thức tam giác.
Dựng điểm {\displaystyle E} sao cho {\displaystyle \triangle BCD} đồng dạng với {\displaystyle \triangle BEA}. Khi đó, theo tính chất của tam giác đồng dạng, ta có
{\displaystyle {\frac {BA}{EA}}={\frac {BD}{CD}}}
Suy ra
{\displaystyle BA.CD=EA.BD(1)}
Mặt khác, {\displaystyle \triangle EBC} và {\displaystyle \triangle ABD} cũng đồng dạng do có
{\displaystyle {\frac {BA}{BD}}={\frac {BE}{BC}}} và {\displaystyle {\widehat {EBC}}={\widehat {ABD}}}
Từ đó
{\displaystyle {\frac {EC}{BC}}={\frac {AD}{BD}}}
Suy ra
{\displaystyle AD.BC=EC.BD(2)}
Cộng (1) và (2) ta suy ra
{\displaystyle AB\cdot CD+AD\cdot BC=BD\cdot (EA+EC)}
Áp dụng bất đẳng thức tam giác ta suy ra {\displaystyle {AB}\cdot {CD}+{BC}\cdot {DA}\geq {AC}\cdot {BD}}

## Mở rộng và suy biến
- Định lý Casey, định lý Fuhrmann và định lý Tweedie là các mở rộng của định lý Ptoleme.
- Định lý Pompeiu là trường hợp đặc biệt của định lý Ptoleme.